# Rezerwat przyrody Czarny Ług
Rezerwat przyrody Czarny Ług – torfowiskowy rezerwat przyrody we wschodniej części gminy Wolbórz, w kierunku wschodnim od wsi Młoszów, w powiecie piotrkowskim, w województwie łódzkim.
Został utworzony dnia 14 czerwca 1996 r. Głównym przedmiotem ochrony w rezerwacie jest torfowisko wysokie typu atlantyckiego ze stanowiskami bagnicy torfowej, otoczone lasami. Rezerwat zajmuje tylko 2,55 ha. Wokół rezerwatu wyznaczono otulinę o powierzchni 6,01 ha. Obszar rezerwatu objęty jest ochroną ścisłą.
Występują tutaj: bagnica torfowa, kruszyna pospolita, rosiczka okrągłolistna, turzyca bagienna, modrzewnica zwyczajna, wełnianka pochwowata, bagno zwyczajne, borówka bagienna i żurawina błotna. Las stanowi otulinę rezerwatu. W drzewostanie dominuje sosna i brzoza – gatunki młode mieszczące się w granicach 30–90 lat. Flora rezerwatu liczy 50 gatunków roślin naczyniowych i około 15 gatunków mszaków. Z ciekawszych gatunków fauny występuje tu także napierśnik torfowiskowy (Stethophyma grossum), z Czerwonej Listy Zwierząt Ginących i Zagrożonych.
W ostatnich latach torfowisko ulega zarastaniu i wypłyceniu.
Rezerwat znajduje się w otulinie Sulejowskiego Parku Krajobrazowego wchodzącego w skład zespołu Nadpilicznych Parków Krajobrazowych.